# 美鰭無線鰨
美鰭無線鰨為輻鰭魚綱鰈形目鰨亞目舌鰨科的其中一種，為熱帶海水魚，分布於東太平洋墨西哥至秘魯海域，棲息深度18-317公尺，體長可達16.2公分，棲息在底層水域，生活習性不明。

## 扩展阅读
維基物種上的相關：美鰭無線鰨